# Girafe réticulée
Sous-espèce
Répartition géographique
Statut de conservation UICN

 EN  : En danger
La girafe réticulée (Giraffa reticulata) est une des quatre espèces proposées de girafes, mais aussi considérée par de nombreux auteurs comme une simple sous-espèce de Giraffa camelopardalis. Elle est également connue sous le nom de girafe de Somalie, et originaire de Somalie, du sud de l'Éthiopie et du nord du Kenya. Les girafes réticulées peuvent se croiser avec d'autres espèces de girafes en captivité ou si elles entrent en contact avec les populations d'autres sous-espèces dans la nature.
La girafe réticulée est l'une des plus connues des anciennes neuf sous-espèces de girafes. Avec la girafe de Rothschild, qui est de loin la girafe la plus représentée dans les zoos. Son pelage est constitué de grands polygonales, des taches, séparées par un réseau de lignes lumineuses blanches. Les carreaux du pelage de la girafe réticulée peuvent parfois apparaître rouge vif et peuvent également couvrir les jambes. La hauteur extraordinaire des girafes est attribuée à un rituel plus connu sous le nom de « striction », où deux mâles girafes se battent en s'affrontant pour les droits de reproduction en claquant leur cou un dans l'autre. Les girafes avec les cous les plus hauts et les plus forts sont victorieux et autorisés à se reproduire, passant ainsi ces gènes aux générations futures.
Le nombre d'individus a chuté de 60 % entre 1985 et 2015 et soulève ainsi des inquiétudes sur l'évolution future des populations de girafe.

## Reproduction
Une fois gestante, une femelle girafe a une période de gestation d'environ 15 mois et a généralement un seul jeune à la fois, mais peut avoir jusqu'à huit petits dans sa vie. Chaque année les femelles retournent au même endroit pour donner naissance à leur petit. Les girafes peuvent avoir des petits à tous les moments de l'année, mais la plupart des naissances se produisent pendant la saison sèche. Lorsqu'ils naissent, les girafons tombent de deux mètres, et mesurent environ 1,80 mètre. Les girafons peuvent se lever moins d'une demi-heure après leur naissance, et sont capables de se nourrir du lait de la mère. Les petits  vont continuer à s'alimenter avec le lait de leur mère jusqu'à ce qu'ils aient environ un an. 

## Autres sous-espèces vivantes
- Giraffa camelopardalis antiquorum, Girafe de Cordouan— Tchad, République centrafricaine, Nord-est du Cameroun.
- Giraffa camelopardalis camelopardalis, Girafe de Nubie — Soudan du Sud, Est de l'Éthiopie, Nord de l'Ouganda.
- Giraffa camelopardalis peralta, Girafe du Niger— Sud-Ouest du Niger.
- Giraffa giraffa angolensis — Angola, Botswana, Namibie.
- Giraffa giraffa giraffa — Afrique du Sud, Botswana, Zimbabwe, Mozambique.
- Giraffa tippelskirchi tippelskirchi — Kenya, Tanzanie.
- Giraffa tippelskirchi thornicrofti — Zambie.

## Galerie

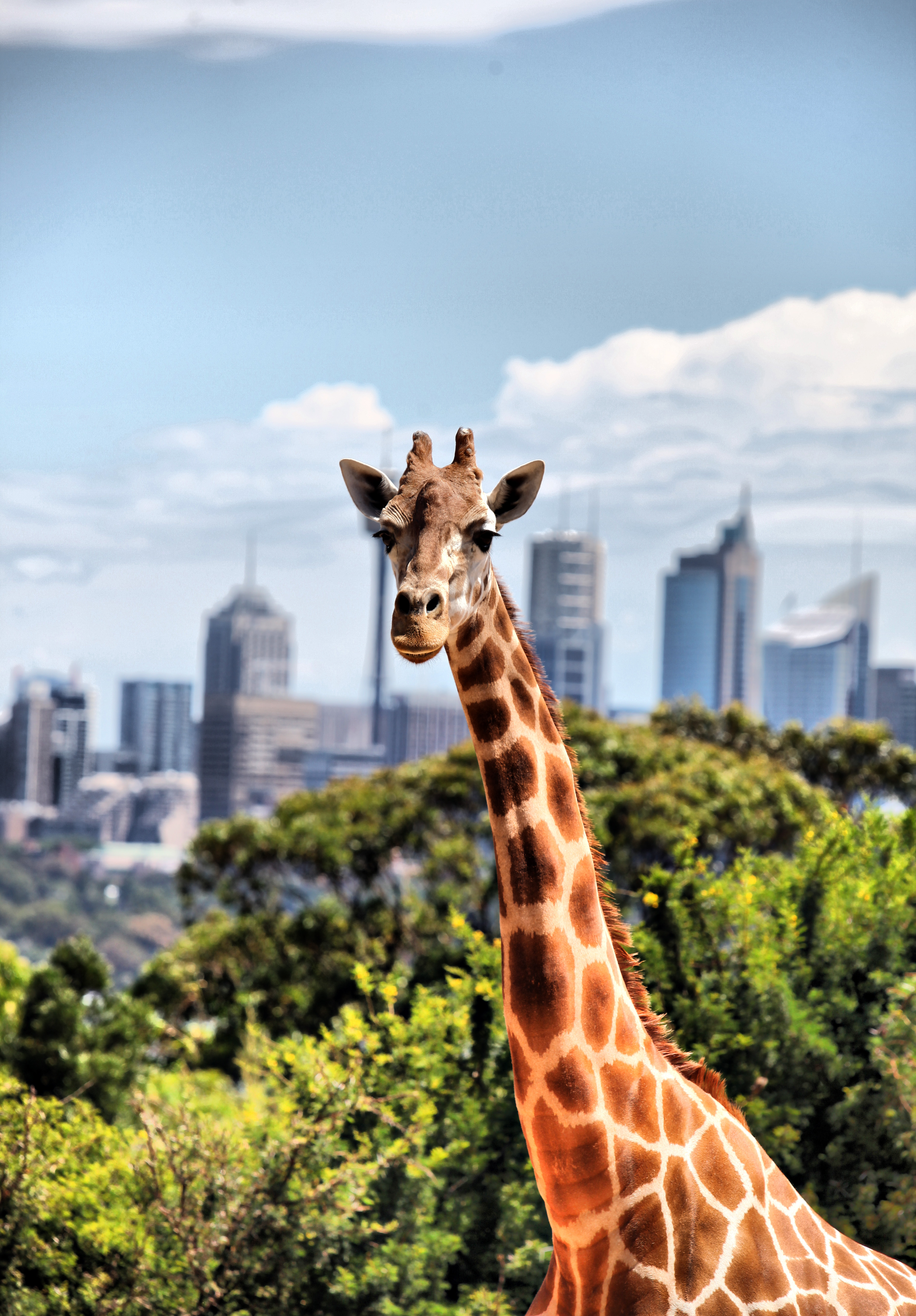
Girafe réticulée au Taronga Zoo de Sydney.
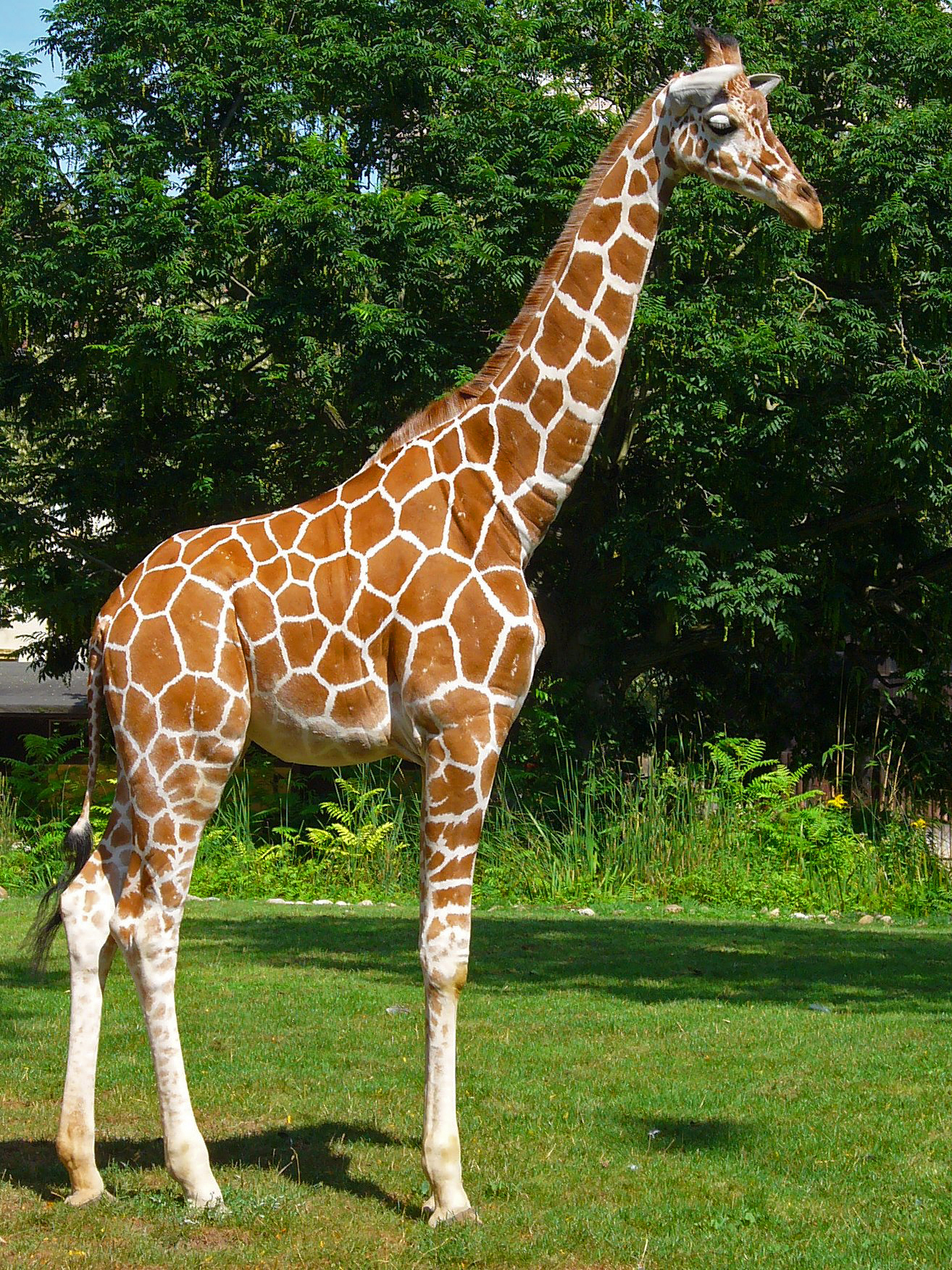
Girafe réticulée.